# Robert Espeseth
Robert Espeseth, né le 25 octobre 1953 à Philadelphie, est un rameur d'aviron américain.

## Carrière
Robert Espeseth participe aux Jeux olympiques de 1984 à Los Angeles et remporte la médaille de bronze avec le deux barré américain composé de Kevin Still et Doug Herland.